# シュヴァーナウ島
シュヴァーナウ島（シュヴァーナウとう、独: Schwanau）は、スイスのシュヴィーツ州にあるラウエルツ湖に浮かぶ島。

## 概要
島にはシュヴァーナウ城跡、礼拝堂、レストランがある。シュヴィーツ郡ラウエルツ市に入るが、島自体はシュヴィーツ州政府の所有である。
島はラウエルツ湖の南岸から約125 m (410.1 ft)離れた位置にあり、ラウエルツ市街に近い。島の最高地点は平均湖面から22メートル (72.2 ft)で、海抜高度では469メートル (1,538.7 ft)である。ラウエルツ湖にはもう一つ、無人島のロッゲンブルク島（Roggenburg、750 m²）があるが、シュヴァーナウ島の方が5,728m²と大きい。
島には南側の湖岸から公営の旅客フェリーで渡ることができる。身体の不自由な旅客は、対応できる船を利用して島に渡り、斜行エレベーターで城跡、礼拝堂、レストランのある階まで上がることができる。

## 歴史
スイス国立博物館の考古学的調査によれば、島には紀元前1200年頃から人が居住した痕跡がある。シュヴァーナウ城に関する文書はほとんど残っていない。島は周辺を支配していたレンツブルク家が所有していたが、同家が滅亡した後、1173年頃にキーブルク家が支配権を握った。12世紀の終わり頃から13世紀前半にかけて城の本丸や居住区の円形城壁などが築かれたと考えられる。13世紀中頃には火災によって廃城となっていると考えられるが、兵火にかかったかどうかは明らかではない。
その後1273年頃にはハプスブルク家の支配下に入った。中世の記録では、『ザルネン白書』（Weissen Buch von Sarnen）にシュヴァンドウ（Swandowe）という名前で言及される。
島は歴史上、隠者が住み着いたことがしばしばあり、1684年に居住していたヨーハン・リンダー（Johann Linder）など17世紀から18世紀にも隠者がいた。その1684年には礼拝堂が建てられザンクト・ヨーハン礼拝堂（Kapelle St. Johann）と呼ばれたが、これはナポレオン・ボナパルト率いるフランス軍侵攻の際に被害を受け、1806年のゴールダウ地滑りによって引き起こされた津波によって完全に破壊された。1808年にシュヴィーツ教会は島をルートヴィク・アウフ・デア・マウアー将軍兼知事に売却して、礼拝堂の再建を託した。島は1967年まで将軍の子孫の所有であったが、その年にシュヴィーツ州が買い取った。2009年に島は面目を一新した。